# Festival Internacional de Cine de Nueva York de 2023
El 61° Festival de Cine de Nueva York se llevará a cabo entre el 29 de septiembre y el 15 de octubre de 2023, presentado por The Film Society of Lincoln Center.
May December de Todd Haynes será la "Película de la noche de apertura" de la edición de este año, mientras que Priscilla de Sofia Coppola fue elegida para ser la "Pieza central" de NYFF. A su vez Ferrari de Michael Mann fue seleccionada como "Película de la Noche de Clausura" del Festival. La selección oficial se anunció el 8 de agosto de 2023.

## Selección Oficial
| Título internacional                             | Título original                            | Director(es)          | País de origen                                                              |
| ------------------------------------------------ | ------------------------------------------ | --------------------- | --------------------------------------------------------------------------- |
| About Dry Grasses                                | Kuru Otlar Üstüne                          | Nuri Bilge Ceylan     | Turquía, Francia, Alemania                                                  |
| All Dirt Roads Taste of Salt                     | All Dirt Roads Taste of Salt               | Raven Jackson         | Estados Unidos                                                              |
| All of Us Strangers                              | All of Us Strangers                        | Andrew Haigh          | Reino Unido                                                                 |
| Anatomy of a Fall                                | Anatomie d'une chute                       | Justine Triet         | Francia                                                                     |
| The Beast                                        | La Bête                                    | Bertrand Bonello      | Francia, Canadá                                                             |
| La chimera                                       | La chimera                                 | Alice Rohrwacher      | Italia, Francia, Suiza                                                      |
| Close Your Eyes                                  | Cerrar los ojos                            | Víctor Erice          | España , Argentina                                                          |
| The Delinquents                                  | Los delincuentes                           | Rodrigo Moreno        | Argentina, Brasil, Chile, Luxemburgo                                        |
| Do Not Expect Too Much from the End of the World | Nu astepta prea mult de la sfârsitul lumii | Radu Jude             | Rumania                                                                     |
| Eureka                                           | Eureka                                     | Lisandro Alonso       | Argentina, Francia, Alemania, Portugal, México                              |
| Evil Does Not Exist                              | 悪は存在しない                             | Ryûsuke Hamaguchi     | Japón                                                                       |
| Fallen Leaves                                    | Kuolleet lehdet                            | Aki Kaurismäki        | Finlandia                                                                   |
| Ferrari                                          | Ferrari                                    | Michael Mann          | Estados Unidos                                                              |
| The Green Border                                 | Zielona Granica                            | Agnieszka Holland     | Polonia, República Checa, Bélgica                                           |
| Here                                             | Here                                       | Bas Devos             | Bélgica                                                                     |
| In Our Day                                       | 우리의 하루                                | Hong Sangsoo          | Corea del Sur                                                               |
| In Water                                         | 물 안에서                                  | Hong Sang-soo         | Corea del Sur                                                               |
| Janet Planet                                     | Janet Planet                               | Annie Baker           | Estados Unidos                                                              |
| Kidnapped                                        | Rapito                                     | Marco Bellocchio      | Italia, Francia, Alemania                                                   |
| Last Summer                                      | L'été dernier                              | Catherine Breillat    | Francia                                                                     |
| May December                                     | May December                               | Todd Haynes           | Estados Unidos                                                              |
| Music                                            | Music                                      | Angela Schanelec      | Alemania, Francia, Serbia                                                   |
| Orlando, My Political Biography                  | Orlando, ma biographie politique           | Paul B. Preciado      | Francia                                                                     |
| Perfect Days                                     | Perfect Days                               | Wim Wenders           | Japón, Alemania                                                             |
| Pictures of Ghosts                               | Retratos Fantasmas                         | Kleber Mendonça Filho | Brasil                                                                      |
| Poor Things                                      | Poor Things                                | Yorgos Lanthimos      | Reino Unido, Irlanda, Estados Unidos                                        |
| Priscilla                                        | Priscilla                                  | Sofia Coppola         | Estados Unidos                                                              |
| The Practice                                     | La práctica                                | Martín Rejtman        | Argentina, Chile, Portugal                                                  |
| The Settlers                                     | Los colonos                                | Felipe Gálvez         | Chile, Argentina, Francia, Dinamarca, Reino Unido, Taiwán, Suecia, Alemania |
| The Shadowless Tower                             | 白塔之光                                   | Zhang Lü              | China                                                                       |
| Youth (Spring)                                   | 青春                                       | Wang Bing             | China, Francia, Luxemburgo, Países Bajos                                    |
| The Zone of Interest                             | The Zone of Interest                       | Jonathan Glazer       | Reino Unido, Estados Unidos, Polonia                                        |